# Serravalle a Po
Serravalle a Po és un municipi situat al territori de la província de Màntua, a la regió de la Llombardia, (Itàlia).
Serravalle a Po limita amb els municipis de Gazzo Veronese, Ostiglia, Pieve di Coriano, Quingentole, Revere i Sustinente.
Pertanyen al municipi les frazioni de Cardinala, Caselle, Libiola i Torriana

## Galeria

Localització de Serravalle a Po a la província de Màntua